# 에드가르 그로스피롱
에드가르 알랭 그로스피롱(프랑스어: Edgar Alain Grospiron, 1969년 3월 17일~)은 프랑스의 프리스타일 스키 선수, 지도자로 주 종목은 모굴이다. 1992년 동계 올림픽 남자 모굴 금메달과 1994년 동계 올림픽 남자 모굴 동메달을 획득했으며 세계 선수권 대회에서 금메달 3개를 획득했다.